# Yvetta Kornová
Yvetta Kornová, provdaná Yvetta Marie Petrů  (* 27. listopadu 1961) je česká herečka.

## Životopis
Narodila se jako nejmladší ze čtyř sourozenců. Jejím starším bratrem je zpěvák Jiří Korn. Její první herecký úspěch nastal v jejích dvanácti letech, když ji režisérka Věra Plívová-Šimková vybrala do muzikálu Přijela k nám pouť. V patnácti letech odešla studovat na konzervatoř, kam se dostala na druhý pokus. Nicméně konzervatoř mezi prvním a druhým ročníkem opustila.  Poté prostřídala několik povolání a později začala být závislá na alkoholu. K této závislosti se připojila i závislost na drogách. Z obou závislostí se snažila vyléčit. V současné době je opět aktivní herečkou a do svých projektů ji obsazuje český režisér Tomáš Magnusek. V roce 2023 se vdala za svého partnera – českého novináře Josefa Petrů.